# Conchological Society of Great Britain & Ireland
Conchological Society of Great Britain & Ireland – stowarzyszenie działające w Wielkiej Brytanii od 1876, które skupia osoby zajmujące się badaniami mięczaków i ich muszli. Jest to najstarsza tego typu organizacja na świecie, posiada charakter charytatywny i powszechny, każdy zainteresowany może zostać jej członkiem. Do statutowych założeń należy upowszechnianie wiedzy o mięczakach, promowanie badań nad ich życiem i ochroną poprzez sympozja, warsztaty, publikacje, badania terenowe oraz gromadzenie i rozpowszechnianie materiałów na różnych nośnikach.
Conchological Society of Great Britain & Ireland współpracuje z placówkami naukowymi m.in. Royal Scottish Academy i Uniwersytet Oksfordzki.
Siedziba stowarzyszenia znajduje się w Leeds.

## Publikacje
Conchological Society of Great Britain & Ireland jest wydawcą dwóch czasopism specjalistycznych:
- Journal of Conchology;
- Mollusc World.